# Brayner de Alba
Brayner Jesús De Alba Castro (Barranquilla, Atlántico, Colombia; 26 de enero de 1993) es un futbolista colombiano. Juega de centrocampista.

## Clubes
| Club               | País     | Año         |
| ------------------ | -------- | ----------- |
| Barranquilla F. C. | Colombia | 2013 - 2016 |
| La Equidad         | Colombia | 2017 - 2020 |

|Jaguares de Córdoba
2021 - 2023